# Portage de Carillon
Pour les articles homonymes, voir Carillon (homonymie).
Le portage de Carillon est situé autour des chutes de Carillon à 3 kilomètres du village de Ticonderoga, dans l'État de New York.
Il fut le lieu de grands rassemblements amérindiens et où ces derniers passaient leurs canoës pour passer du lac George au lac Champlain. 

### Source
- http://www.historiclakes.org/Ticonderoga/falls.htm